# Lannilis
Lannilis é uma comuna francesa na região administrativa da Bretanha, no departamento Finisterra. Estende-se por uma área de 23,47 km². Em 2010 a comuna tinha 5 768 habitantes (densidade: 245,8 hab./km²).